# Wilfried Scharnagl

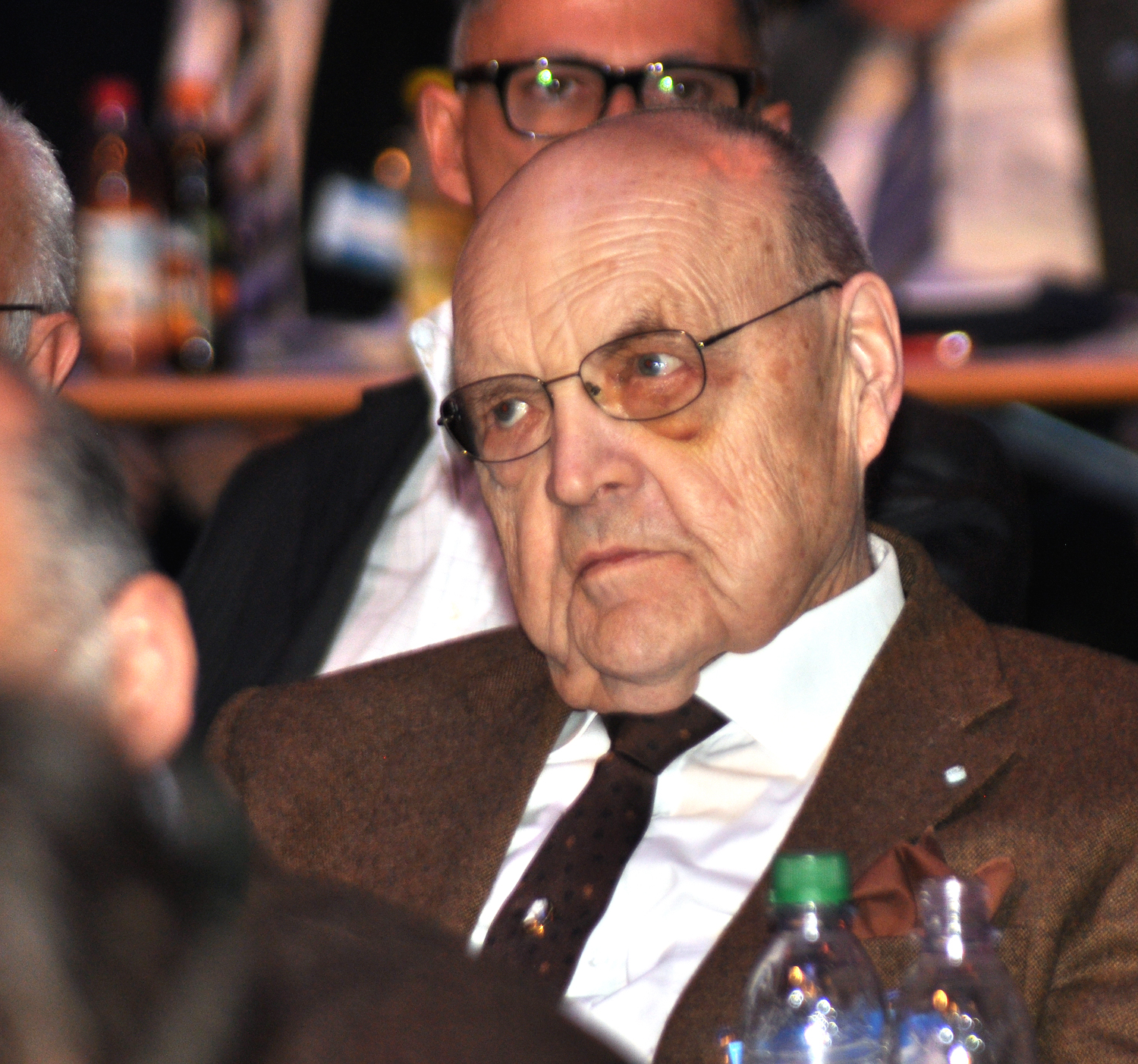
Wilfried Scharnagl beim CSU-Parteitag in München 2015

Wilfried Scharnagl (* 26. Oktober 1938 in Hinterkotten, Landkreis Tachau, Reichsgau Sudetenland; † 16. Oktober 2018 in Freising) war ein deutscher Journalist, Buchautor und Politiker der CSU. Ab 1964 war er Mitarbeiter der CSU-Landesleitung und der CSU-Parteizeitung Bayernkurier, von 1977 bis 2001 dessen Chefredakteur.

## Leben
Scharnagl besuchte ab 1949 das Gymnasium Donauwörth und studierte später Geschichte und Germanistik an der Ludwig-Maximilians-Universität München und der Johann Wolfgang Goethe-Universität Frankfurt am Main. Anschließend war er von 1963 bis 1964 Volontär beim Freisinger Tagblatt. 1964 wurde er Redakteur beim Bayernkurier. 1977 wurde er Chefredakteur und blieb es bis 2001.
Er war ein langjähriger Weggefährte von Franz Josef Strauß. Ihre Beziehung galt als äußerst innig. Strauß soll über Scharnagl gesagt haben: „Er schreibt, was ich denke, und ich denke, was Scharnagl schreibt.“ Scharnagl veröffentlichte mit Einverständnis Strauß’ Leitartikel in seinem Namen.
Scharnagl war Begleiter auf wichtigen Auslandsreisen, etwa 1987 zu Michail Gorbatschow nach Moskau. Er wirkte auch an der Niederschrift und Fertigstellung von Strauß‘ Autobiographie mit und vollendete sie in authentischem Stil.
Er galt als „gewiefter Stratege“, der im Hintergrund blieb, in internen Sitzungen oberster Parteigremien Einfluss ausübte und dafür kein formales Amt brauchte.
Scharnagl starb am 16. Oktober 2018 in Freising, zehn Tage vor Vollendung seines 80. Lebensjahres.

## Mitgliedschaften und Funktionen
- 1982–2002 Mitglied des ZDF-Fernsehrats
- 1994–2018 Mitglied der Hanns-Seidel-Stiftung und Vorstand
- ab 2001 Unternehmensberater mit dem Schwerpunkt Kommunikation[8]

## Preise und Auszeichnungen
Er wurde mit dem Bayerischen Verdienstorden ausgezeichnet.

## Publikationen

### Bayern kann es auch allein, 2012
Im August 2012 gab der studierte Historiker Scharnagl das Buch Bayern kann es auch allein heraus, in dem er für einen weitestgehend unabhängigen bayerischen Freistaat plädierte. Scharnagl sah Bayern doppelt bedroht: Berlin und Brüssel verletzten seiner Auffassung nach das Prinzip der Subsidiarität, beschnitten die politische Freiheit und beuteten Bayern wirtschaftlich durch eine doppelte, deutsche und europäische Transferunion aus (Länderfinanzausgleich, Eurorettungsschirme). Die Bildung des deutschen Nationalstaats, zu der der Eintritt Bayerns in das Deutsche Reich 1871 gehörte, habe den Weg in die Katastrophen des Ersten und Zweiten Weltkriegs vorgezeichnet. Erst der Föderalismus habe Deutschland und Bayern wieder auf den rechten Weg geführt. Scharnagl beklage, so der Rezensent Julian Goerisch in Sehepunkte, eine „schleichende Annäherung des Bundesstaates an den Einheitsstaat“. Ähnliche „krakenhafte Aktivitäten“  gingen von Brüssel aus, es fehlten aber konkrete Maßnahmen und Vorstellungen eines eigenständigen Landes. Eine derartige Forderung war bis dahin lediglich von der separatistischen Bayernpartei erhoben worden. Oliver Das Gupta (Süddeutsche Zeitung) hielt das Buch für „Polit-PR“, ein wahltaktisches Instrument zum Nutzen der CSU und zum Schaden Angela Merkels in Arbeitsteilung mit Seehofer, Söder und Dobrindt. Er stellte dar, dass Scharnagl ohne jede Xenophobie die Besonderheiten Bayerns herausarbeite, darunter die schon 1946 durch Volksabstimmung in Kraft gesetzte Verfassung eines „Vollstaates“. Er warf Scharnagl jedoch vor, historische Vorgänge einseitig darzustellen, indem er etwa nicht erwähne, dass der Freistaat Bayern durch den in Berlin geborenen Sozialisten Kurt Eisner ausgerufen wurde. Cicero dagegen befand 2015, im europäischen Kontext mache das Vorhaben durchaus Sinn und folge dem regionalistischen Trend in vielen Ländern Europas als Antwort auf die Macht der Zentralstaaten und auf das Unbehagen über den wachsenden Einfluss der Europäischen Union. 
Das Europa der Vaterländer, das einst Charles de Gaule und Konrad Adenauer geprägt haben, könnte sich in ein Europa der Regionen verwandeln. Völlig aus der Welt gefallen ist Wilfried Scharnagls Plädoyer für einen eigenen bayrischen Staat also nicht.
Auf den Vorwurf, er fordere neue Grenzbäume, antwortete Scharnagl, das sei ein Missverständnis. Es gehe darum, dass Bayern den Platz einnimmt, der ihm auf Grund seiner Geschichte, seiner wirtschaftlichen und kulturellen Leistungskraft und im Interesse seiner Menschen zukomme.

### Versagen in Brüssel, 2014
Im März 2014 erschien sein Buch Versagen in Brüssel. Plädoyer für ein besseres Europa, in dem er mit der Brüsseler EU-Bürokratie ins Gericht geht und die „Entmachtung“ Brüssels fordert. Scharnagl kritisiert, dass Bayern wirtschaftlich stärker als 20 andere EU-Länder sei, aber weniger mitbestimme als Luxemburg. Die Kommission sei mit 28 Kommissaren überbesetzt. Seehofer schloss sich der Kritik an und sagte, die Kommission habe eigentlich eine dienende Funktion, doch aus Dienern seien Herren geworden.

### Am Abgrund, 2015
Zu seinem Werk Am Abgrund: Streitschrift für einen anderen Umgang mit Russland schrieb Michael Gorbatschow das Vorwort. Es wurde im Hotel Adlon im Mai 2015 zusammen mit Egon Bahr und Matthias Platzeck vorgestellt, im Juli 2015 in Gorbatschows Beisein in Moskau. Scharnagl kritisiert das Verhalten der USA und der europäischen Staaten gegenüber Russland und die aus seiner Sicht einseitige Schuldzuschreibung. Russland sei „auf Augenhöhe“ zu begegnen. So sei die Ausschließung Russlands vom G7-Gipfel 2015 die falsche Reaktion gewesen und es hätten stattdessen weitere politische Auseinandersetzungen mit Russland stattfinden sollen. Gerd Lenga rezensierte das Buch 2015 in den Politischen Studien: Scharnagl charakterisiere die Arbeit der Mainstreammedien als „Meinungserstattung ohne Faktenunterlegung“. Wie Strauß, dessen beispielhafte Begegnung mit Gorbatschow am Beginn des Buches steht, kritisiere auch Scharnagl die „missionarische Berufung unseres angeblich besten Freundes, allen Völkern und Gesellschaften die eigenen Werte und Vorstellungen aufzuzwingen.“ Scharnagl zeichne die gemeinsame Geschichte und Kultur von Russland und Ukraine quellenbasiert nach und bezeichne die Geschichte einer seit Anbeginn existierenden ukrainischen Nation, der eigentlich stets nur die jeweilige Staatlichkeit verwehrt gewesen sei, als Mythos. Der Aufstand auf dem Maidan gegen den mit 80 % der Stimmen gewählten Präsidenten sei deshalb auch nicht die „geschlossene Veranstaltung Gleichgesinnter“ gewesen, zu der sie im Westen verklärt werde. Ein Land, das bis hin zum Regime change von den USA fremdbestimmt werde, sei nicht souverän. Krisztian Simon (Cicero) bezeichnete das Buch als „fabelhaftes Propagandastück“, die Annahme des Buches sei naiv, dass fast alle Probleme aus dem mangelnden Verständnis der russischen Angelegenheiten und der „russischen Seele“ resultierten. Seinem Vorschlag zu folgen, „kommt einer Einladung an die russische Regierung gleich, ruhig weiter Unheil in der Welt anzurichten.“

## Bibliografie
- Japan. Die konzertierte Aggression. 1969.
- Das Groschenimperium: Gewerkschaften als Unternehmer. 1970.
- Der Dreck, in dem wir leben, oder ein Nachruf auf unsere Umwelt. 1971.
- mit Petra Moll: München. Traumstadt im Winter. 1980.
- Das große Petra Moll Buch. Rosenheimer Verlagshaus & Augsburger Bücher Verlag, Rosenheim/ Augsburg 1981, ISBN 3-475-52327-2. (Rezension in Frankenland 121/1983)
- Marianne Strauß. Ein Buch der Erinnerung. 1984.
- mit einem Beitrag von Edward Heath: Konzern Europa. Wunsch und Wirklichkeit. Ehrenwirth, München 1972.
- Mein Strauß: Staatsmann und Freund. Ars Una, Neuried 2008, ISBN 978-3-89391-860-7.
- Bayern kann es auch allein: Plädoyer für den eigenen Staat. Quadriga, Berlin 2012, ISBN 978-3-86995-048-8.
- Versagen in Brüssel: Plädoyer für ein besseres Europa. Keysersche Verlagsbuchhandlung, München / Berlin 2014, ISBN 978-3-86886-026-9.
- Am Abgrund: Streitschrift für einen anderen Umgang mit Russland. Keysersche Verlagsbuchhandlung, Berlin 2015, ISBN 978-3-86886-029-0.